# William M. Stewart

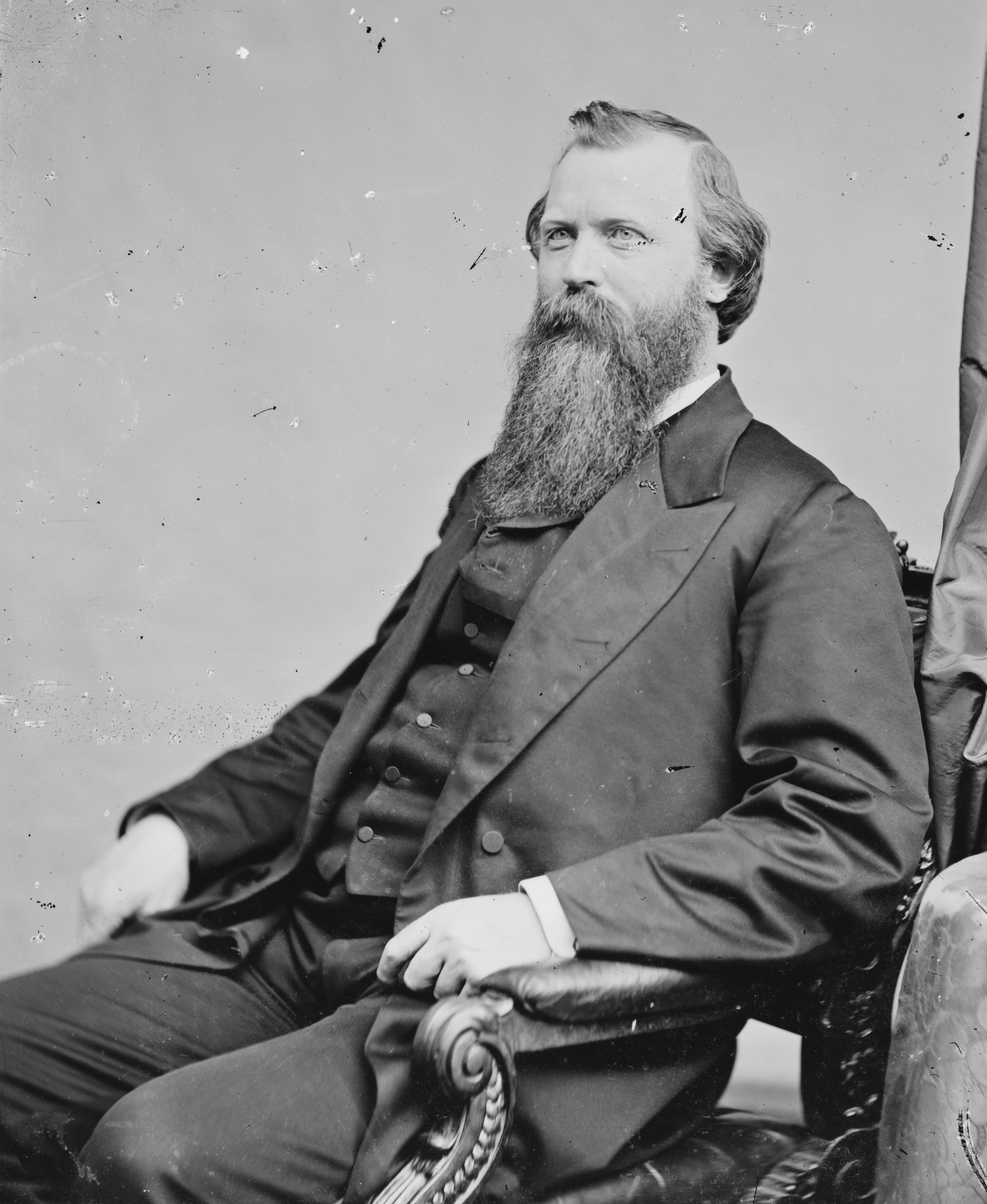
William M. Stewart

William Morris Stewart (* 9. August 1827 in Galen, Wayne County, New York; † 23. April 1909 in Washington, D.C.) war ein US-amerikanischer Jurist und Politiker. Von 1864 bis 1875 sowie von 1887 bis 1905 war er Senator für den Bundesstaat Nevada.

## Leben
Als Stewart noch ein Kind war, zogen seine Eltern in das Trumbull County in Ohio. Als junger Mann war er zunächst Mathematiklehrer in Ohio. 1849 begann er ein Studium an der Yale University, das er jedoch 1850 abbrach, um nach Kalifornien zu ziehen. Wie viele junge Männer seiner Zeit zog ihn der Goldrausch dorthin. Er kam in San Francisco an, verließ die Stadt aber bald wieder, um in der Nähe von Nevada City, Kalifornien, nach Gold zu suchen. Zugleich studierte er Rechtswissenschaft. 1852 wurde Stewart als Jurist in Nevada City zugelassen. Er wurde alsbald zum Staatsanwalt ernannt und war 1854, im Alter von 27 Jahren, für kurze Zeit Attorney General von Kalifornien.
1860 zog Stewart nach Virginia City, Nevada. Hier war er mit Bergbau-Rechtsstreitigkeiten befasst und unterstützte den Ausbau der Silbermine Comstock Lode. Nachdem Nevada 1864 als 36. Staat den USA beigetreten war, war er am Entwurf einer Verfassung für den Bundesstaat beteiligt.
1864 wurde Stewart  für die Republikanische Partei in den Senat der Vereinigten Staaten gewählt. Er schied zum 3. März 1875 aus dem Senat aus, da er bei der Senatswahl nicht mehr angetreten war. Anschließend war er als Rechtsanwalt in Nevada und Kalifornien tätig. 1887 stellte er sich jedoch erfolgreich einer erneuten Senatswahl. Die Wiederwahlen 1893 und 1899 konnte er gleichfalls gewinnen. 1893 verließ er die Republikanische Partei und trat der Silver Party bei. Spätestens bei der Wahl 1899 war er jedoch wieder Mitglied der Republikaner.
Stewart verzichtete auf eine Kandidatur bei der Senatswahl 1904 und schied zum 3. März 1905 aus dem Senat aus. Er blieb in Washington, wo er 1909 starb. Er wurde eingeäschert und seine Asche wurde zunächst auf dem Laurel Hill Cemetery in San Francisco begraben. Später wurde sie auf den Holly Cross Cemetery in Colma überführt.